# Карлос, Джон
Джон Уэсли Карлос (род. 5 июня 1945 года, Гарлем, шт. Нью-Йорк, США) — американский легкоатлет, спринтер, бронзовый призёр Олимпийских игр 1968 года в Мехико, мировой рекордсмен в беге на 200 метров (19,92 с, 1968 год). В дальнейшем — игрок в американский футбол.
Широко известен как участник политической демонстрации против расизма, которую он совместно с товарищем по команде Томми Смитом осуществил во время церемонии награждения победителей в беге на 200 метров на Олимпийских играх в Мехико.
Соавтор мирового рекорда в беге на 100 ярдов, мировой рекордсмен в беге на 200 метров.
После окончания легкоатлетической карьеры в течение короткого времени играл в Национальной футбольной лиге и Канадской футбольной лиге, откуда ушёл из-за травмы.
После ухода из спорта работал в НОК США, был одним из организатором Олимпийских игр 1984 года. Затем работал тренером в средней школе Палм-Спрингс. В 2003 году введён в Зал славы лёгкой атлетики США.
Совместно со спортивным журналистом Дейвом Зирином написал книгу «The John Carlos Story: The Sports Moment That Changed the World», опубликованную в 2011 году издательством Haymarket Books.

## Биография
Родился в Гарлеме в семье кубинских иммигрантов, в средней школе проявил себя как талантливый спортсмен и способный ученик, поступил в Университет Восточного Техаса, получил стипендию как спортсмен-легкоатлет. Благодаря его победам на дистанциях 100 и 200 метров и в эстафете 4×100 метров, Университет Восточного Техаса победил в чемпионате Lone Star Conference (LSC) в 1967 году. После первого курса он был принят в Университет Сан-Хосе, где начал тренировки под руководством Ллойда Винтера.

## Спортивная карьера
В 1968 году на отборочном турнире в олимпийскую сборную США Карлос поразил легкоатлетический мир, превысив мировой рекорд Томми Смита на 0,3 секунды, показав 19,7 с (19,92 с по электронному секундомеру) и впервые пробежав 200-метровую дистанцию быстрее 20 секунд. Однако рекорд не был ратифицирован ИААФ, так как спортсмен выступал в нестандартных шиповках («шиповках-щётках» фирмы «Пума», подошвы которых были покрыты множеством острых иголок, делавших их похожими на щётку для вычёсывания домашних животных).
Карлос был участником «Олимпийского проекта за права человека» (OPHR) и выступал за бойкот негритянскими спортсменами Олимпийских игр в Мехико, если не будут выполнены четыре условия:
- Запрет на участие в Олимпийских играх ЮАР и Родезии как расистских государств;
- Возврат Мохаммеду Али титула чемпиона мира по боксу в тяжёлом весе;
- Снятие Эвери Брендеджа с поста президента МОК;
- Более широкий наём афроамериканцев в качестве помощников тренеров.

Поскольку бойкот провалился после того, как МОК отозвал приглашение ЮАР и Родезии на участие в Олимпиаде, члены проекта решили участвовать в соревнованиях, но в случае завоевания медалей использовать пьедестал почёта для демонстрации протеста. Завоевав бронзовую медаль в беге на 200 метров, Карлос и победитель забега Томми Смит взошли на пьедестал в чёрных носках без обуви со значками OPHR на груди и во время исполнения американского гимна опустили головы и подняли вверх руки в чёрных перчатках, демонстрируя известный жест «Black Power» (власть чёрных). Серебряный призёр, белый австралиец Питер Норман, в знак солидарности также стоял на пьедестале со значком OPHR.
Президент МОК Эвери Брендедж заявил, что политические демонстрации не соответствуют духу Олимпийских игр и приказал исключить Карлоса и Смита из команды США и выдворить их из олимпийской деревни. В дальнейшем Карлос и Смит неоднократно получали угрозы физической расправы с ними и их семьями. Сообщалось, что спортсменов лишили их медалей, но Карлос утверждал, что это не так.
В 1969 году Карлос повторил мировой рекорд в беге на 100 ярдов (9,1 с), стал чемпионом AAU в беге на 220 ярдов. Победив на чемпионате NCAA на дистанциях 100, 220 ярдов и эстафете 4х110 ярдов, он привёл команду Университета Сан-Хосе к победе в чемпионате.
Он также был чемпионом Панамериканских игр 1967 года в беге на 200 метров.